# Prosotropis marmorata
Prosotropis marmorata är en insektsart som beskrevs av Ronald Gordon Fennah 1942. Prosotropis marmorata ingår i släktet Prosotropis och familjen Kinnaridae. Inga underarter finns listade i Catalogue of Life.